# Lukáš Sedlák (Eishockeyspieler)
Lukáš Sedlák (* 25. Februar 1993 in Budweis) ist ein tschechischer Eishockeyspieler, der seit Dezember 2022 beim HC Dynamo Pardubice aus der tschechischen Extraliga unter Vertrag steht und dort auf der Position des Centers spielt. Zuvor verbrachte Sedlák unter anderem bereits über sechs Jahre in der Organisation der Columbus Blue Jackets. Mit der tschechischen Nationalmannschaft gewann er im Jahr 2024 die Goldmedaille bei der Weltmeisterschaft.

## Karriere
Sedlák verbrachte seine Juniorenzeit im Nachwuchs des HC České Budějovice, dem Eishockeyklub seiner Geburtsstadt. Dort spielte er bis zu seinem 18. Lebensjahr bis hin zu den A-Junioren, ehe er nach Nordamerika wechselte. Über den CHL Import Draft sicherten sich die Saguenéens de Chicoutimi aus der Ligue de hockey junior majeur du Québec (LHJMQ) die Dienste des Stürmers und setzten ihn mit Beginn der Saison 2011/12 ein. Ebenso hatten sich in diesem Sommer auch die Columbus Blue Jackets aus der National Hockey League (NHL) im NHL Entry Draft 2011 die Transferrechte für den Tschechen im Profibereich gesichert. Sie hatten ihn in der sechsten Runde an 158. Stelle ausgewählt. Insgesamt verbrachte Sedlák zwei Jahre in der LHJMQ bei Chicoutimi.

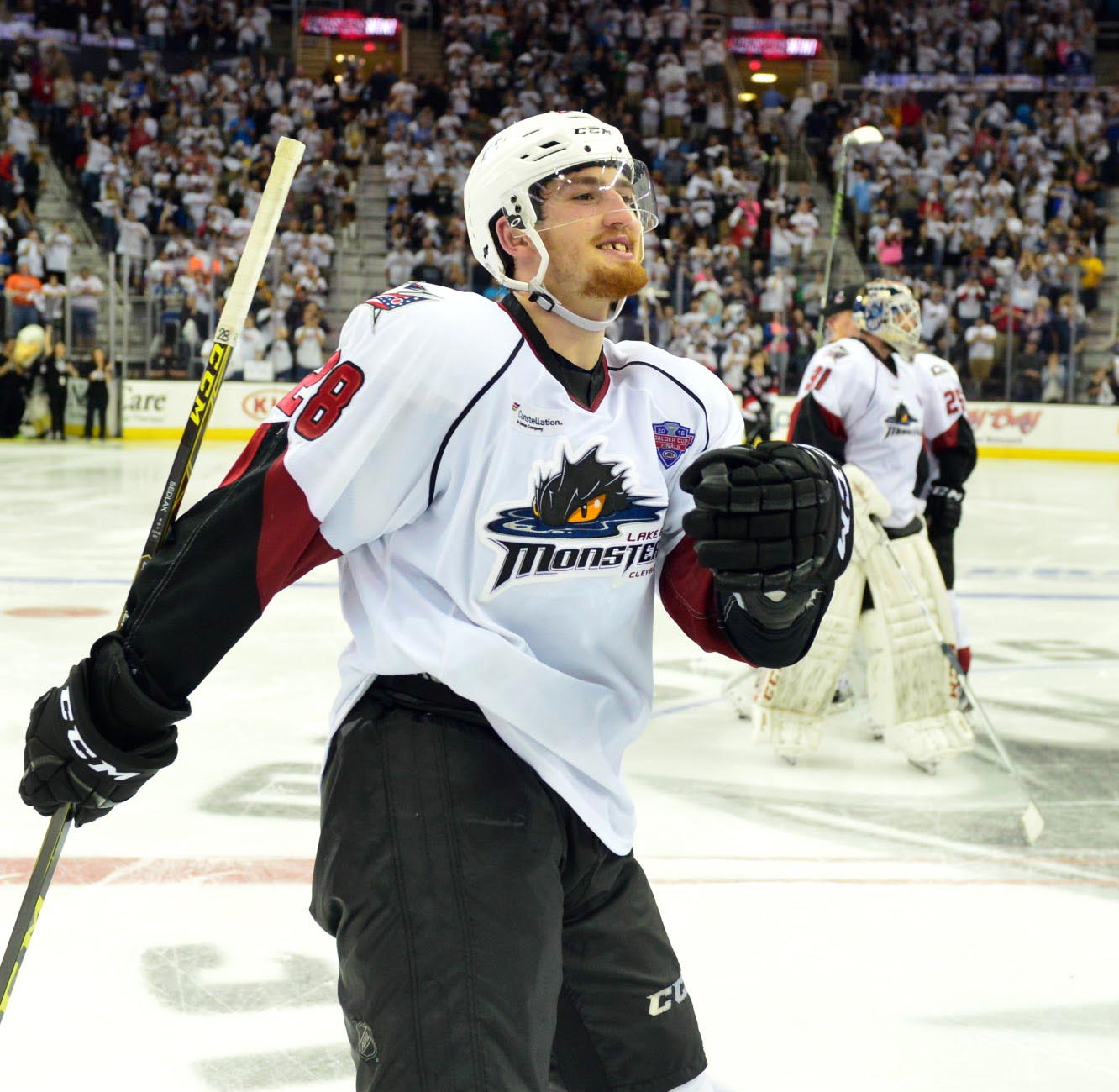
Sedlák im Trikot der Lake Erie Monsters (2016)

Im Sommer 2013 wechselte der Angreifer in den Profibereich und in das Franchise der Blue Jackets, nachdem er dort im April desselben Jahres einen Vertrag unterschrieben hatte. Der Mittelstürmer verbrachte die ersten beiden Jahre bei den Springfield Falcons in der American Hockey League (AHL), erreichte aber dort – ebenso wie in der Saison 2015/16 bei den Lake Erie Monsters – in jeweils mehr als 50 Spielen nie die Marke von 20 Scorerpunkten. Erst im Verlauf der Play-offs 2016 verbesserte sich Sedlák merklich und hatte mit 16 Punkten in 17 Einsätzen maßgeblichen Anteil am Gewinn des Calder Cups. Zur Saison 2016/17 gelang ihm kurz nach Saisonbeginn der Sprung in den NHL-Kader der Blue Jackets, bei denen er dann im März 2017 einen neuen Zweijahresvertrag unterzeichnete.
Anschließend entschied sich Sedlák, Nordamerika nach acht Jahren zu verlassen, sodass er sich im Mai 2019 dem HK Traktor Tscheljabinsk aus der Kontinentalen Hockey-Liga (KHL) anschloss. Bei Traktor verbrachte der Tscheche insgesamt drei Spielzeiten und konnte dabei stets um die 40 Scorerpunkte pro Saison sammeln. Aufgrund seiner Leistungen in der KHL erhielt Sedlák im Juni 2022 ein Vertragsangebot der Colorado Avalanche, wodurch er in die NHL zurückkehrte. Zwar stand der Tscheche zum Saisonauftakt 2022/23 im Aufgebot der Avalanche und kam zu drei Einsätzen, wurde jedoch alsbald auf den Waiver gesetzt, um in die AHL geschickt zu werden. Die Philadelphia Flyers nutzten aber die Möglichkeit und wählten ihn von dort aus, womit sie seinen laufenden Vertrag übernahmen. Nach 27 Einsätzen lösten beide Parteien den Vertrag mit Mitte Dezember jedoch in beiderseitigem Einvernehmen auf und der Tscheche kehrte in seine Heimat zum HC Dynamo Pardubice zurück.

### International
Für sein Heimatland lief Sedlák bei der World U-17 Hockey Challenge 2010, dem Ivan Hlinka Memorial Tournament 2010, der U18-Junioren-Weltmeisterschaft 2011 sowie den U20-Junioren-Weltmeisterschaften 2012 und 2013 auf. Die besten Platzierungen erreichte er bei beiden U20-Weltmeisterschaften, die die Tschechen jeweils auf dem fünften Rang abschlossen. Im Jahr 2013 führte er das Aufgebot als Mannschaftskapitän an.
Sein Debüt in der tschechischen A-Nationalmannschaft feierte Sedlák im Verlauf der Saison 2019/20. In sechs Testspieleinsätzen erzielte er dabei vier Tore. Mit den Olympischen Winterspielen 2022 im chinesischen Peking absolvierte der Stürmer sein erstes internationales Turnier. Anschließend gehörte er zum Aufgebot bei den Weltmeisterschaften der Jahre 2023, 2024 und 2025. Dabei wurde der Stürmer 2024 im eigenen Land Weltmeister.

## Erfolge und Auszeichnungen
- 2016 Calder-Cup-Gewinn mit den Lake Erie Monsters
- 2023 Spieler des Jahres der Extraliga[2]
- 2024 Tschechischer Vizemeister mit dem HC Dynamo Pardubice
- 2025 Tschechischer Vizemeister mit dem HC Dynamo Pardubice

### International
- 2024 Goldmedaille bei der Weltmeisterschaft

## Karrierestatistik
Stand: Ende der Saison 2024/25

### International
Vertrat Tschechien bei:
| - World U-17 Hockey Challenge 2010 - Ivan Hlinka Memorial Tournament 2010 - U18-Junioren-Weltmeisterschaft 2011 - U20-Junioren-Weltmeisterschaft 2012 - U20-Junioren-Weltmeisterschaft 2013 | - Olympischen Winterspielen 2022 - Weltmeisterschaft 2023 - Weltmeisterschaft 2024 - Weltmeisterschaft 2025 |

(Legende zur Spielerstatistik: Sp oder GP = absolvierte Spiele; T oder G = erzielte Tore; V oder A = erzielte Assists; Pkt oder Pts = erzielte Scorerpunkte; SM oder PIM = erhaltene Strafminuten; +/− = Plus/Minus-Bilanz; PP = erzielte Überzahltore; SH = erzielte Unterzahltore; GW = erzielte Siegtore; 1 Play-downs/Relegation; Kursiv: Statistik nicht vollständig)